# Grzegorz Kłosowski (fotograf)
Grzegorz Kłosowski (ur. 1952) – polski fotografik przyrody, artysta malarz.
Od dzieciństwa zafascynowany światem przyrody. Absolwent Wydziału Malarstwa warszawskiej Akademii Sztuk Pięknych z 1972. Porzucił malarstwo na rzecz fotografii. W 1971 roku po raz pierwszy trafił nad rzekę Biebrzę. Tu odkrył bogactwo roślin i zwierząt w ich naturalnym środowisku i krajobrazie. Jest współautorem kilkunastu fotograficznych albumów i książek o tematyce przyrodniczej. Pracuje z nastawieniem na wydania albumowe swoich prac. Współpracuje też przy realizacji przyrodniczych programów popularnonaukowych. W latach 2015–2016 był współprowadzącym cyklu programów dokumentalnych Tańczący z naturą.
Brat Tomasza, z którym realizuje większość autorskich przedsięwzięć fotograficznych i brat bliźniak Stanisława – biologa. Pierwszym wspólnie przygotowanym albumem fotograficznym był Ptaki biebrzańskich bagien z 1991.
W 2022 wraz z braćmi obchodził 50-lecie wspólnej twórczej pracy. Z tej okazji Biebrzański Park Narodowy w ramach 76. Wszechnicy Biebrzańskiej, 26 i 27 marca 2022 zorganizował poświęcony im benefis 50-lecie pracy braci Kłosowskich.

## Publikacje
- Bracia mniejsi i więksi. Opowieści o mieszkańcach z krainy Biebrzy i nie tylko, współpraca z Tomaszem Kłosowskim, Paśny Buriat, Kielce 2022, ISBN 978-83-963496-2-0
- Carska Droga, współpraca z Tomaszem i Stanisławem Kłosowskimi, album wydany z okazji 50-lecia pracy twórczej braci Kłosowskich, Chyra.pl, Białowieża 2022, ISBN 978-83938893-7-2
- Pojedynek z ptakami. Warsztat i przygody fotografów przyrody, współpraca z Tomaszem Kłosowskim, Fundacja Sąsiedzi, 2021, ISBN 978-83-645059-7-3
- Biebrza, Fundacja Sąsiedzi, Białystok 2018, ISBN 978-83-64505-55-3
- Rośliny Polski, tekst: Barbara Sudnik-Wójcikowska, Anna Orczewska, zdjęcia m.in.: Grzegorz i Stanisław Kłosowscy, Multico Oficyna Wydawnicza, Warszawa 2018, ISBN 978-83-776-3342-7
- Dzika Polska, Multico Oficyna Wydawnicza, Warszawa 2017 ISBN 978-83-7073-861-7
- Polska – uroda natury według braci Kłosowskich, Fundacja Nasza Szkoła, Siedlce 2017, ISBN 978-83-946929-0-2
- Trzcianne – piękne z natury, Towarzystwo Miłośników Ziemi Trzciańskiej, Agencja reklamowa Apogelion, 2013, ISBN 978-83-931635-3-3
- Siedmiu Wspaniałych – seria wydawnicza:
Jeleń, t. 7, Nadleśnictwo Supraśl, Chyra.pl, Białowieża 2014
Żubr, t. 6, Nadleśnictwo Krynki, Chyra.pl, Białowieża 2013, ISBN 978-83925497-8-9
Orlik, t. 5,  Nadleśnictwo Żednia, Chyra.pl, Białowieża 2013, ISBN 978-83925497-7-2
Łoś, t. 4, Nadleśnictwo Knyszyn, Chyra.pl, Białowieża 2014, ISBN 978-83-925497-2-7
Bielik, t. 3, Nadleśnictwo Dojlidy, Chyra.pl, Białowieża 2013, ISBN 978-83925497-6-5
Wilk, t. 2, Nadleśnictwo Waliły, Gródek 2013, ISBN 978-83925497-5-8
Bóbr, t. 1, Nadleśnictwo Czarna Białostocka, Czarna Białostocka 2013, ISBN 978-83925497-4-1[6]
- Żuraw Kłosowski, Ptaki Polskie 2013
- Poradnik leśnej fotografii, Centrum Informacji Lasów Państwowych, Warszawa 2011, ISBN 978-83-61633-38-9
- Cztery oblicza polskiej przyrody, Warszawa 2010, ISBN 978-83-7073-971-3
- Co w dziczy kwiczy: 35 niezwykłych opowieści o polskich zwierzętach, Warszawa 2010, ISBN 978-83-7073-862-4
- Leśna statystyka 1997–2007, tekst Zygmunt Rozwałka, współpraca z Tomaszem Kłosowskim, Centrum Informacji Lasów Państwowych, Warszawa 2010, ISBN 978-83-61633-24-2
- Przyroda Polski − cztery pory roku, Warszawa 2009, ISBN 978-83-7073-777-1
- Fotografujemy ptaki, z serii Szkoła Mistrzów, Multico Oficyna Wydawnicza, Warszawa 2009, ISBN 978-83-7073-503-6
- Carska Droga, tekst Andrzej Grygoru, współpraca z Tomaszem Kłosowskim, Biebrzański Park Narodowy, 2009
- Torfowiska doliny Biebrzy, tekst Agnieszka Henel, współpraca z Tomaszem Kłosowskim, Biebrzański Park Narodowy, 2009
- Lasy Biebrzańskiego Parku Narodowego, tekst Agnieszka Henel, współpraca z Tomaszem Kłosowskim, Biebrzański Park Narodowy, 2009
- Ptaki Lasy Biebrzańskiego Parku Narodowego, tekst Krzysztof Henel, współpraca z Tomaszem Kłosowskim, Biebrzański Park Narodowy, 2009
- Głosy ptaków, tekst Andrzej G. Kruszewicz, współpraca m.in. z Tomaszem Kłosowskim, Multico Oficyna Wydawnicza, Warszawa 2009, ISBN 978-83-7073-736-8
- Climate Change Forest and Forestry Relationship[7], tekst Kazimierz Rykowski, współpraca z Tomaszem Kłosowskim, Centrum Informacji Lasów Państwowych, Warszawa 2008, ISBN 978-83-89744-96-8
- Prawdziwa Polska Biebrza − sześć pór roku, Multico Oficyna Wydawnicza, Warszawa 2007, ISBN 978-83-7073-495-4
- Polska − portret przyrody, Multico Oficyna Wydawnicza, Warszawa 2005, ISBN 83-7073-381-6
- Polska − Tatry, teksty: Zbigniew Mirek, Roman Marcinek, współpraca z Tomaszem Kłosowskim, Kraków 2003, ISBN 83-89550-07-5
- Żuraw – materiały z sesji popularnonaukowej poświęconej żurawiowi jako zjawisku przyrodniczemu i kulturowemu na IX Spotkaniach z Naturą i Sztuką Uroczysko, 29.5.2004–6.6.2004, Stowarzyszenie Uroczysko, Agencja Eco-Partners, Supraśl 2004
- Podlasie − kresowa kraina, z poezją Jana Leończuka, Dom Wydawniczy Benkowski, Białystok (I) 2003 ISBN 978-83-918161-7-2, (II) 2007 ISBN 978-83-89753-22-9
- Łowiectwo – między kulturą, a naturą, zdjęcia do części Natura: Grzegorz i Tomasz Kłosowscy, Multico Oficyna Wydawnicza, Warszawa 2003, ISBN 83-7073-387-5
- Biebrza − ptasi raj, Multico Oficyna Wydawnicza, Warszawa 2003, ISBN 83-7073-380-8
- Ścieżki przyrodnicze w Terenowym Ośrodku Edukacyjnym, z serii Biebrzańskie Szlaki, Biebrzański Park Narodowy, 2002
- Rośliny wodne i bagienne, z serii Flora Polski, współpraca ze Stanisławem Kłosowskim, Multico Oficyna Wydawnicza, Warszawa 2001 ISBN 83-70732-48-8, (II) 2006 ISBN 978-83-707324-8-6, (III) 2008 ISBN 978-83-707324-8-6, (IV) 2015 ISBN 978-83-776335-5-7, (V) 2022 ISBN 978-83-776360-9-1
- Żuraw. Ptak nadziei, Fundacja Ochrony Zasobów Naturalnych RP Ekopol, 2000, ISBN 978-83-912699-0-9
- Polska – cuda natury, Multico Oficyna Wydawnicza, Warszawa 1999 ISBN 83-7073-247-X, (II) 2008 ISBN 978-83-7073-247-9
- Bocian – polski ptak, Olsztyn 1998, ISBN 83-86565-65-9
- Rejestr bazy nasiennej w Polsce, opracowanie baz danych J. Matras, współpraca z Tomaszem Kłosowskim, Instytut Badawczy Leśnictwa, Warszawa 1996
- Biebrza – marshland, Wydawnictwo Voyager, Warszawa 1994, ISBN 83-85496-24-6
- Biebrza – kraina moczarów, Wydawnictwo Voyager, Warszawa 1994, ISBN 83-85496-23-8
- Ptaki biebrzańskich bagien, współpraca z Tomaszem i Stanisławem Kłosowskimi, Krajowa Spółdzielnia Artystyczno-Techniczna KSAT, Warszawa 1991, ISBN 83-00-03405-6

## Filmografia
- Kłosowscy – film dokumentalny, realizacja i zdjęcia: Roman Wasiluk, East Film 2019
- Tańczący z naturą – cykl filmów dokumentalnych, scenariusz i reżyseria: Dorota Adamkiewicz, Studio Design 2015–2016[2]